# هانس هايبيرغ
هانس هايبيرغ (بالبوكمول: Hans Heiberg) هو صحفي وكاتب ومترجم نرويجي، ولد في 28 يناير 1904 في أوسلو في النرويج، وتوفي في 6 ديسمبر 1978.